# Luis Rivera (zapaśnik)
Luis Rivera – meksykański zapaśnik w stylu klasycznym. Brązowy medal na mistrzostwach panamerykańskich w 2014 i 2015 roku.